# Karl Kaufmann
Karl Kaufmann (nascut el 10 d'octubre de 1900 a Krefeld (Rin del Nord-Westfàlia) – mort el 4 de desembre de 1969 a Hamburg) era un gauleiter nazi a Hamburg durant el tercer Reich a Alemanya.
Va ser un dels fundadors del partit nazi NSDAP el 1921 i ràpidament va progressar-hi al cercle d'íntims d'Adolf Hitler que va promoure’l com a gauleiter del Ruhr el 1925 i d'Hamburg el 1928, un càrrec que va mantenir fins a la desnazificació del 1945.
Quan Hitler va prendre el poder el 1933, va promoure Kaufmann com a Reichsstatthalter de la ciutat hanseàtica d'Hamburg. En cada un dels estats alemanys aquesta funció representava el mandat polític suprem al qual esqueia un poder absolut. Com que trobava la gestió del camp de concentració del Wittmoor massa «tova», una de les seves primeres decisions va ser la transferència de la direcció de la presó municipal a Fuhlsbüttel a la Sturmabteilung (SA) i a la Schutzstaffel (SS) que va transformar-la en annex al Camp de concentració de Neuengamme.
Al setembre 1941, després del bombardeig dels aliats de la Segona Guerra Mundial va demanar a Hitler l'autorització d'expropiar els jueus hamburguesos per a instal·lar-hi la població. Va esdevenir així l'infame primer cap nazi que va organitzar una deportació massiva de jueus, que va transportar al Ghetto de Łódź a Polònia. Mentrestant, va instal·lar la seva caça privada als boscs del Duvenstedter Brook.

## Després de la guerra
Al 4 de maig de 1945, l'exèrcit britànic va arrestar-lo. Va ser condemnat per  crims de guerra però ja al 22 d'abril del 1949 va ser alliberat per raons de salut. El 3 d'agost de 1950 va tornar a la presó fins al 18 de novembre del mateix any, per què va ser president de la Bruderschaft, una fraternitat secreta d'activistes nostàlgics del nazisme. A l'inici de 1951 li van restituir el seu patrimoni i va establir-se a Poppenbüttel, un barri al nord d'Hamburg. No va poder deixar l'activitat feixista i va participar en el cercle de Werner Neumann, l'antic secretari d'estat del Ministeri de propaganda. Els serveis secrets britànics van arrestar-lo altra vegada de gener a març 1953. El procurador de la república va examinar el cas per crim contra la humanitat, però sense efecte.
Malgrat els seus problemes de salut que li van valdre l'alliberament el 1949, va morir el 1969 a la fi d'una vida benestant com a accionista d'una companyia d'assegurances d'un seu amic nazi i d'una fàbrica química.